# Autobuses de Oriente
Autobuses de Oriente, S.A. de C.V. (conocida por sus siglas como ADO), es una línea de autobuses mexicana dedicada al transporte foráneo de pasajeros, principalmente en el sureste de México. Fundada en 1939, es la marca principal de Mobility ADO y una de las empresas de autotransporte de pasajeros más grande del país.
De acuerdo con información en medios, la empresa cuenta con poco más de 8 mil autobuses, que mueven a 150 millones de pasajeros anualmente.

## Historia

### Viaje inaugural
Las operaciones de la empresa fueron inauguradas el 23 de diciembre de 1939 con la ruta México-Puebla-Perote-Xalapa-Veracruz. El viaje fue realizado por la unidad N.º 15, con una duración de 10 horas, partiendo justo a las 23:00.

### Primeros años
En 1948 inauguró sus oficinas en la colonia Buenavista de la Ciudad de México, mismas que funcionaron como primera terminal.
En la década de los años 1940 se incorporó la ruta con escalas a Villahermosa, Tabasco. El 27 de febrero de 1957, se iniciaron corridas entre Coatzacoalcos, Veracruz y Villahermosa, Tabasco.

### Década de los años 60
En 1960, la compañía inauguró la primera corrida de la Ciudad de México a Mérida, Yucatán.
A mediados de la década de los años 1960, ADO mejoró las condiciones y tiempos de sus recorridos con la conclusión de la Carretera Federal 150D, que en un primer tramo unía a la Ciudad de México con la ciudad de Puebla, en el estado del mismo nombre, que más adelante se extendería primero a Córdoba, Veracruz y después al puerto de Veracruz.   

A finales de esa misma década, la empresa adquirió las primeras unidades del mítico DINA Olímpico, los autobuses que se mantuvieron en sus filas durante varias décadas.

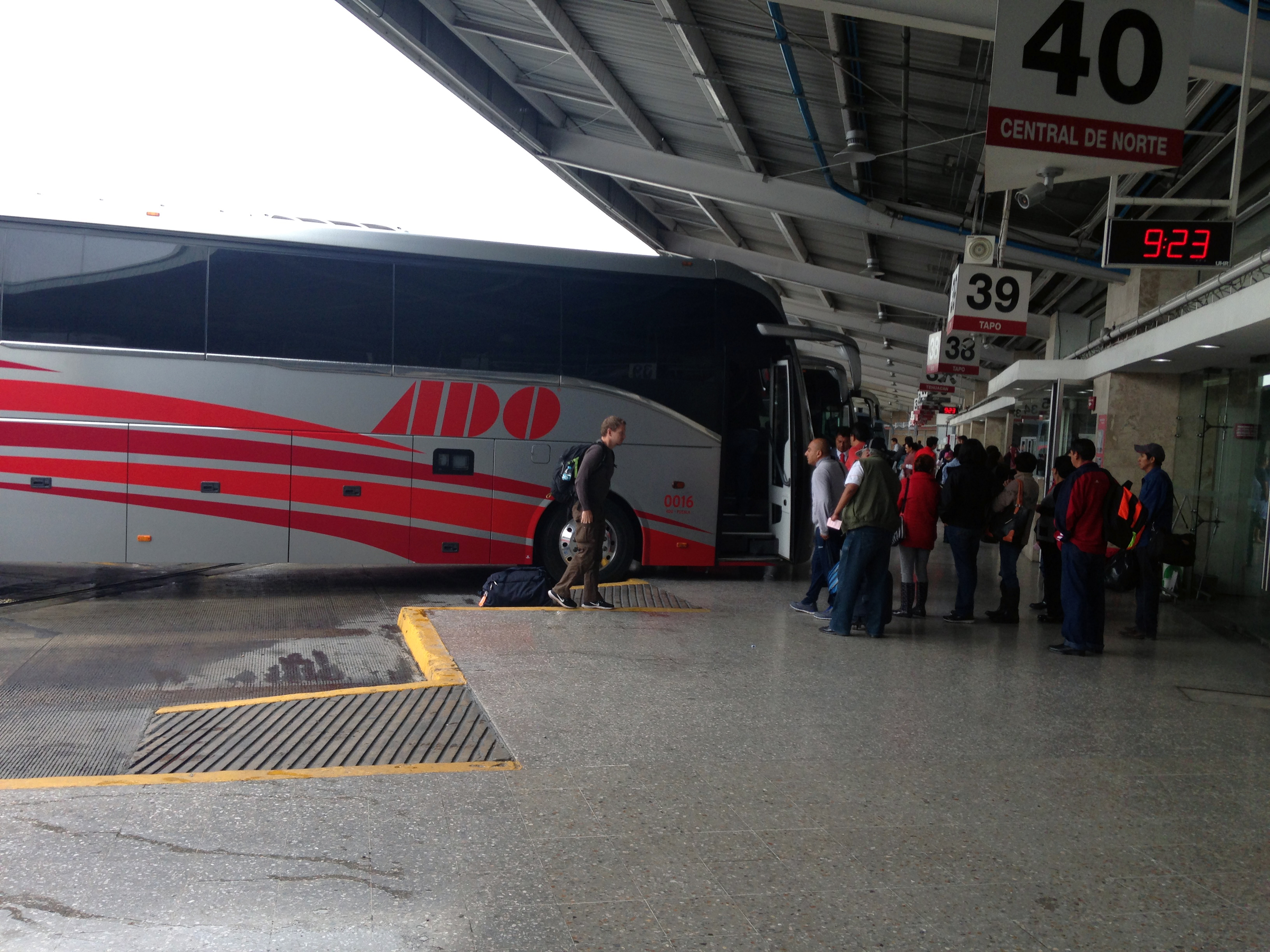
Autobús de ADO en la CAPU de Puebla.

### Década de los años 70
En 1970, ADO inauguró sus primeras oficinas generales en la calle de Sol, de la colonia Guerrero, de la Ciudad de México. En este mismo año, ADO es designado como transporte oficial de la Copa Mundial de Fútbol México 1970.
En mayo de 1979 iniciaron operaciones la Terminal TAPO de la Ciudad de México, convirtiéndose su sede principal de operaciones. En ese mismo año inició operaciones en el estado de Quintana Roo.

### Los años 80 y 90
A lo largo de estas dos décadas, ADO experimentó un periodo de rápido crecimiento, inaugurando sus oficinas generales en la calle de Artilleros, a un costado de la TAPO, en 1984; la adquisición de las marcas OCC y AU, además de inauguración de nuevas terminales de autobuses como la Central de Autobuses de Puebla (CAPU) y la Central de Autobuses de Pasajeros de Coatzacoalcos (CAPCO), en 1987; la Central de Autobuses de Xalapa (CAXA), en 1990; además de la Central de Autobuses de Córdoba y la Terminal Autobuses de Orizaba, en 1992.

### SigloXXI

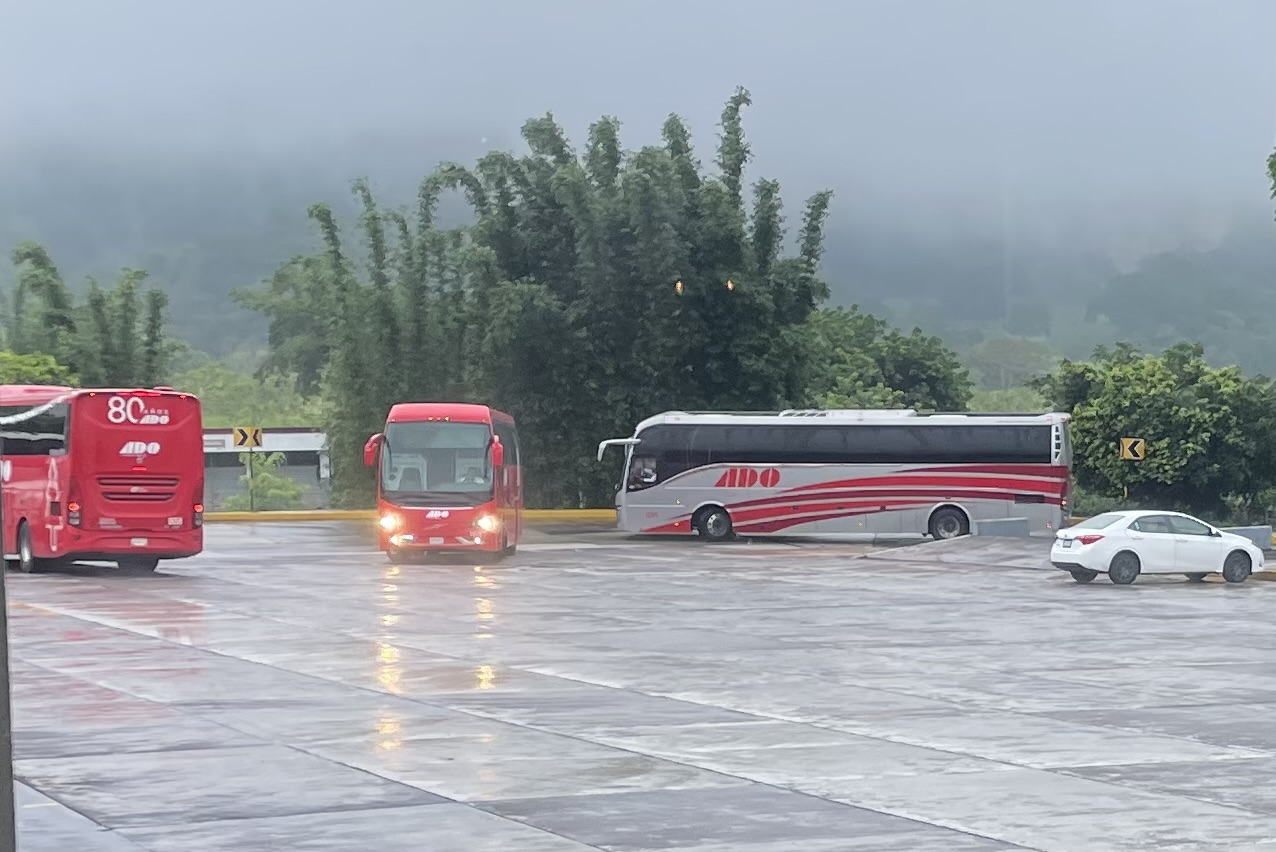
Unidades de ADO en Córdoba, Veracruz

En 2007, ADO adquiere Estrella de Oro y comienza a operar rutas desde Xalapa y Córdoba, Veracruz hacia Cuernavaca, Morelos y el puerto de Acapulco, Guerrero. Un año después adquiere Grupo Texcoco.  
Tiempo después, en 2011, inicia operaciones en el mercado de transporte masivo con su filial MIVSA, tomando el control total de la línea 3 del Metrobús de la Ciudad de México. 
Durante 2019, inaugura corridas desde Tapachula, Chiapas hacia la Ciudad de Guatemala, con su nueva marca Cristóbal Colón Diamante. 
En septiembre de 2020, su filial MIVSA incorpora el primer autobús eléctrico articulado de la marca Yutong en la línea 3 del Metrobús, como parte de un esfuerzo conjunto con el Gobierno de la Ciudad de México y la promotora ENGIE.

### Cambio a Mobility ADO
El cambio de nombre a Mobility ADO se realizó en 2018 como parte de la estrategia de rebranding y para reflejar la diversificación de la empresa en diferentes áreas de movilidad. Además de sus servicios nacionales en México, Mobility ADO ha tenido presencia internacional, como con la adquisición de Grupo Avanza en España en 2013.

## Servicios y submarcas

### ADO

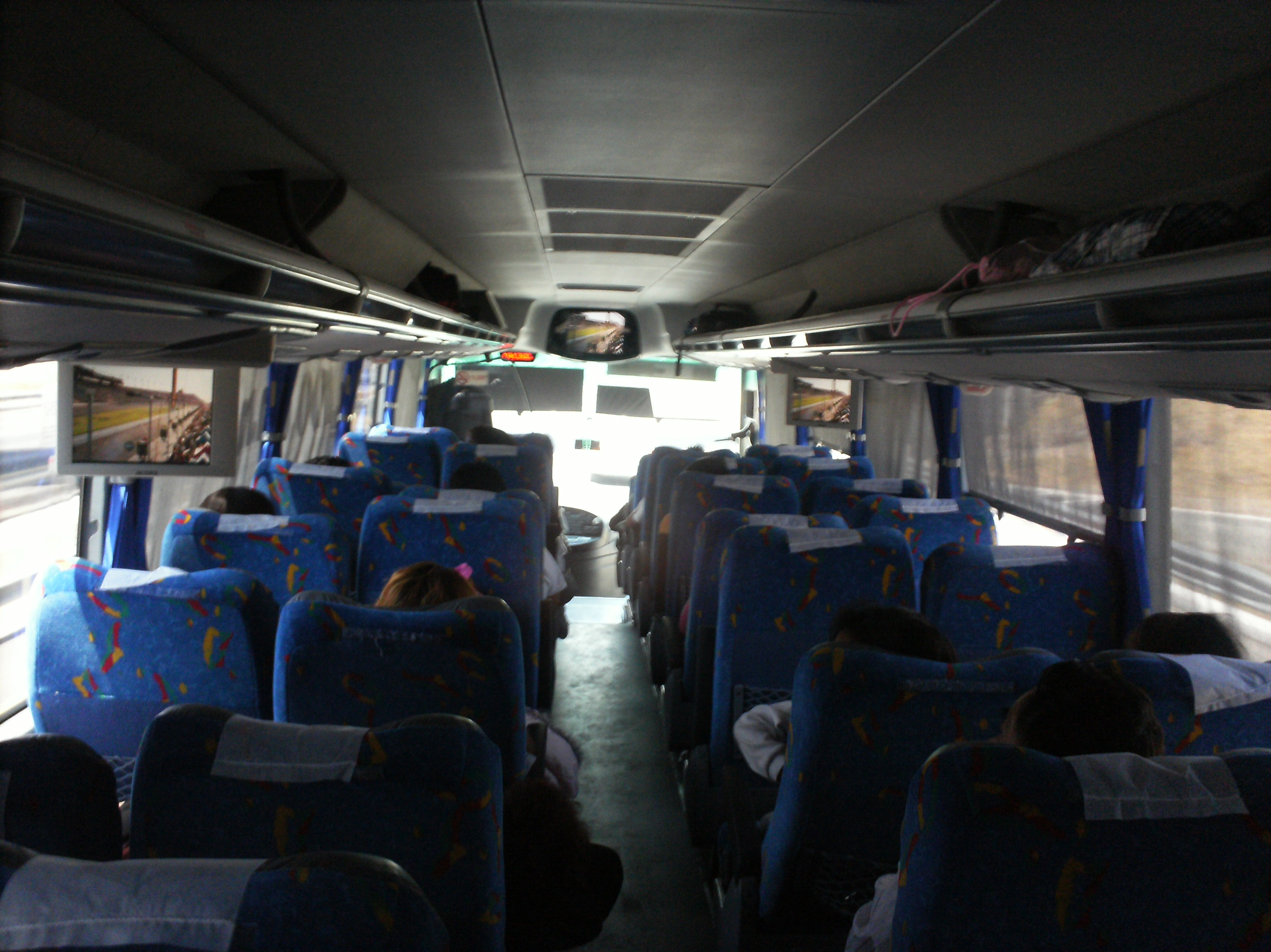
Interior de un autobús ADO, servicio de Primera.

Es el servicio de primera clase de la línea. Fundado en 1939, cuenta con 44 asientos, 1 sanitario, USB y 4 pantallas a lo largo del autobús.

### ADO GL
Es la categoría especial de servicio ejecutivo. Fundado En 1992, ADO GL brinda una experiencia de viaje con autobuses de hasta 40 pasajeros, dispuestos en filas de 4 plazas, con un pasillo central. Están equipados con características de mayor gama que el servicio de primera y comodidades adicionales. 
Ofrecen asientos más amplios y reclinables, mayor espacio entre asientos, servicio de entretenimiento a bordo, pantallas individuales, conectividad Wi-Fi, baños de mayor calidad y un servicio de alimentos y bebidas a bordo.
ADO GL suele estar disponible en rutas de mayor distancia o en rutas que tienen una demanda de pasajeros dispuestos a pagar un precio adicional por un nivel superior de comodidad y servicios durante su viaje.

### ADO Platino
Es el servicio de lujo de ADO. Opera con autobuses para hasta 27 pasajeros, dispuestos  en filas de 3 plazas con un pasillo lateral.
ADO Platino comenzó a operar en 2009. Esta categoría prémium de servicio de autobuses fue introducida por la empresa en sustitución del servicio UNO.

### ECOBUS
Fundado en la década de los años 1990 como “ADO Económico”, para conectar a la ciudad de Veracruz con el municipio de Coatzacoalcos en un servicio económico. Actualmente, cuenta con operaciones en la Ciudad de México, La Tinaja, Coatzacoalcos, Minatitlán, Cancún, Playa del Carmen, Chetumal, Mérida y Villahermosa. Cuenta con unidades bajadas de ADO GL, 44 asientos, doble baño y USB. Actualmente brinda servicios como línea de bajo costo para competir con empresas como Kolors, AEXA y Turismo En Ómnibus.

## Destinos
ADO tiene destinos en 19 estados de México, principalmente la Ciudad de México, y sus principales destinos son: 
| Estado           | Destinos | Destinos |
| ---------------- | -------- | --- |
| Campeche         | 8        | Calkiní, Campeche, Champotón, Ciudad del Carmen, Escárcega, Hecelchakán, Sabancuy y Xpujil. |
| Ciudad de México | 17       | Aeropuerto Internacional de la Ciudad de México (AICM) (T1, T2, Llegadas Nacionales, Llegadas Internacionales), Caseta de Tlalpan, Cuicuilco, Cárcel de Mujeres, Hotel Antas, Indios Verdes, Marina Nacional, Moctezuma, Taxqueña, Patio Santa Fe, Politécnico, Santa Marta Acatitla, Terrapuerto El Ángel, Terminal de Autobuses de pasajeros de Oriente (TAPO), Terminal Central de Autobuses del Norte (Central del Norte) y Terminal Central de Autobuses del Sur (Ejecutiva del Sur). |
| Chiapas          | 21       | Arriaga, Chiapa, Cintalapa, Ciudad Cuauhtémoc, Comitán, Escuintla, Frontera Comalapa, Huixtla, Mapastepec, Motozintla, Ocosingo, Palenque, Pichucalco, Pijijiapan, Raudales Malpaso, Rómulo Calzada, San Cristóbal de Las Casas, Tapachula, Teopisca, Tonalá y Tuxtla Gutiérrez (Central Camionera Sur y Terminal de Autobuses de Tuxtla Gutiérrez). |
| Guanajuato       | 4        | Celaya, Guanajuato, Irapuato y León. |
| Guerrero         | 4        | Taxco, Chilpancingo, Acapulco y Ixtapa-Zihuatanejo. |
| México           | 8        | Aeropuerto Internacional Felipe Ángeles (AIFA), Chalco, Chinconcuac, Ixtapaluca, Texcoco, Tlalnepantla, Toluca y Valle de Chalco. |
| Hidalgo          | 6        | Apan, Ciudad Sahagún, Huejutla, Pachuca (Alterna IMSS, Pachuca, Tulipanes Gran Sur y Villas de Pachuca), Tulancingo (San José Tulancingo, Tulancingo IMSS y Tulancingo) y Zacualtipán. |
| Jalisco          | 4        | Guadalajara, Tlaquepaque, Tlajomulco y Zapopan. |
| Michoacán        | 10       | Apatzingán, Huetamo, Jiquilpan, Lázaro Cárdenas, Morelia, Nueva Italia, Sahuayo, Uruapan, Zamora y Zitácuaro. |
| Morelos          | 2        | Cuautla y Cuernavaca. |
| Nuevo León       | 4        | Apodaca, Linares, Montemorelos y Monterrey. |
| Oaxaca           | 18       | Loma Bonita, Asunción Nochixtlán, Oaxaca, Tuxtepec, Salina Cruz, Juchitán, Tehuantepec, Ciudad Ixtepec, Matías Romero, Zanatepec, Tapanatepec, Puerto Escondido, San Pedro Pochutla, Huatulco, Pinotepa Nacional, Putla y Tlaxiaco. |
| Puebla           | 9        | Atlixco, Ciudad Serdán, Huauchinango, Palmas Plaza, Puebla, Tecamachalco, Tehuacán, Teziutlán y Tlatlauquitepec. |
| Quintana Roo     | 18       | Aeropuerto Internacional de Cancún, Cancún, Felipe Carrillo Puerto, Chetumal, José María Morelos, Playa del Carmen, Puerto Morelos, Tulum, Tulum zona arqueológica, Xcaret, Xelha, Bacalar, Aeropuerto Internacional de Chetumal, Suc. Portillo, Plaza Emprendedor, Mahahual y Chiquilá. |
| Tabasco          | 14       | Balancán, Cárdenas, Comalcalco, Emiliano Zapata, Estación Chontalpa, Frontera, Huimanguillo, Jonuta, La Venta, Macuspana, Paraíso, Teapa, Tenosique y Villahermosa (Aeropuerto de Villahermosa, Ciudad Industrial y Villahermosa Intermedio). |
| Tamaulipas       | 6        | Matamoros, Reynosa, San Fernando, Soto la Marina, Tampico (Alterna Norte y Tampico) y Úrsulo Galván. |
| Tlaxcala         | 4        | Apizaco, Calpulalpan, Huamantla y Tlaxcala. |
| Veracruz         |          | Acayucan, Aeropuerto Veracruz, Agua Dulce, Álamo, Altotonga, Alvarado, Ángel R. Cabadas, Boca del Río, Cardel, Catemaco, Cerro Azul, Chicontepec, Ciudad Mendoza, Lerdo, Coatepec, Coatzacoalcos, Córdoba, Cosamaloapan, Coscomatepec, Cosoleacaque, Costa Esmeralda, Coyutla, Fortín, Gutiérrez Zamora, Huatusco, Jaltipan, Juan Rodríguez Clara, La Tinaja, Las Choapas, Martínez de la Torre, Minatitlán, Misantla, Nanchital, Naranjos, Nautla, Orizaba, Pánuco, Papantla, Paso de Ovejas, Perote, Platón Sánchez, Playa Vicente, Poza Rica, San Andrés Tuxtla, San Rafael, Santa Cruz, Santiago Tuxtla, Tampico Alto, Tantoyuca, Tecolutla, Tempoal, Tepetzintla, Tierra Blanca, Tlacotalpan, Tlapacoyan, Tres Valles, Tuxpan, Vega de Alatorre, Veracruz, Villa Isla, Xalapa y Zempoala. |
| Yucatán          | 11       | Aeropuerto Mérida, Chichén Itza, Mérida, Piste, Valladolid, Tizimín, Tzucacab, Peto, Mérida Terminal Paseo 60, Mérida Altabrisa y Mérida Terminal Poniente Cd. Caucel. |

## Principales líneas filiales
El Grupo Mobility ADO posee también las siguientes compañías de autotransporte de pasaje, junto a muchas otras de menor entidad:
- Autobuses Unidos (AU) (México)
- Expreso Guaraní (Paraguay)
- Avanza (España)
- Línea Estrella de Oro (México)
- NSA ADO (Paraguay)
- Ómnibus Cristóbal Colón (México)
- Autobuses Via
- Tica Bus
- Sur de Mexico
- Turibus
- Metrobus
- OD

- NSA - Nuestra Señora de la Asunción (Paraguay)
- Ómnibus Cristóbal Colón (México)
- Servicio de Transporte Vía (México)

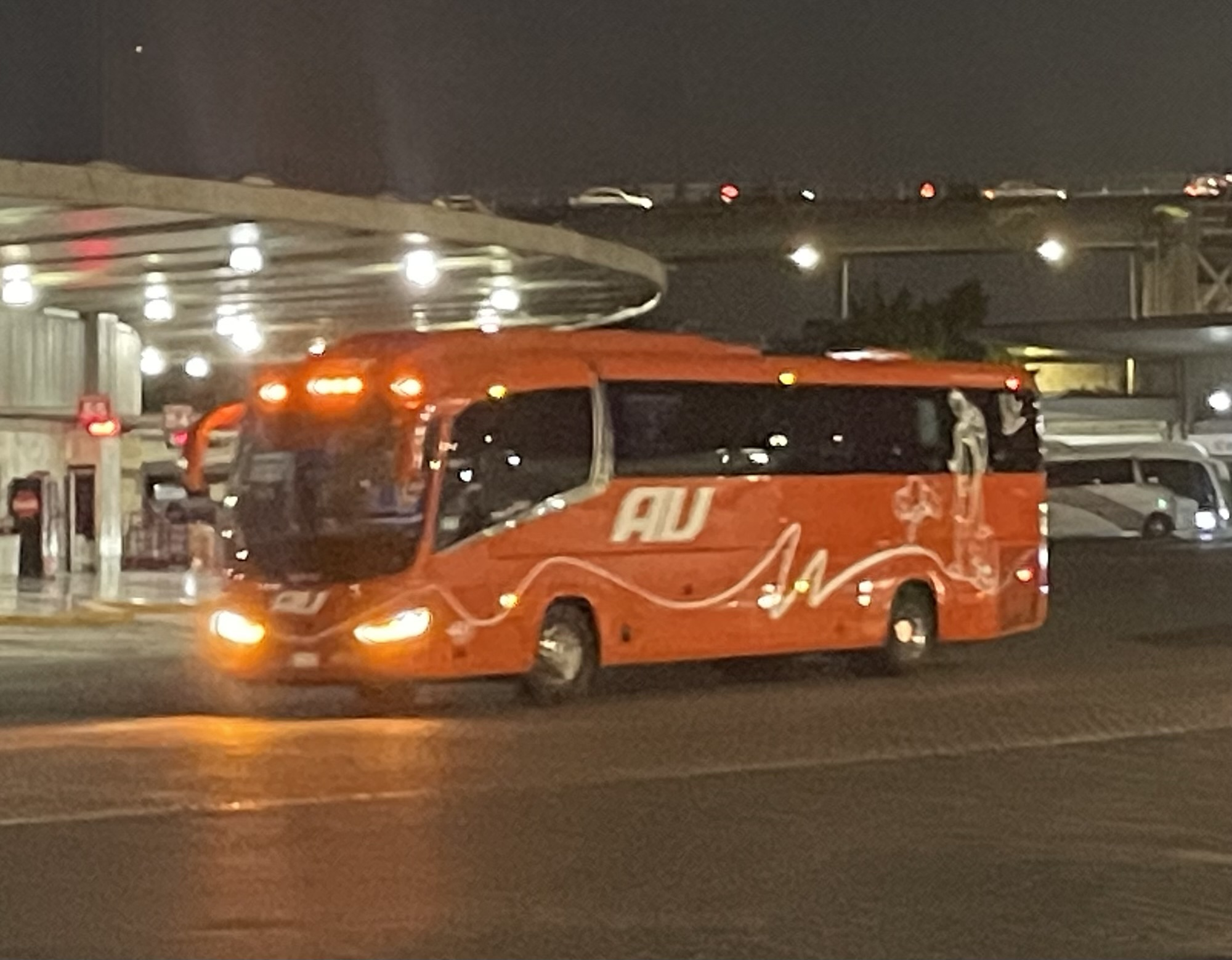
Autobuses Valles (México)
- Autobuses Unidos (AU) (México)
- Línea Estrella de Oro (México)
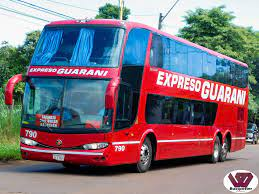
Expreso Guaraní (Paraguay)
- Transportadora Internacional Guarany (Paraguay)
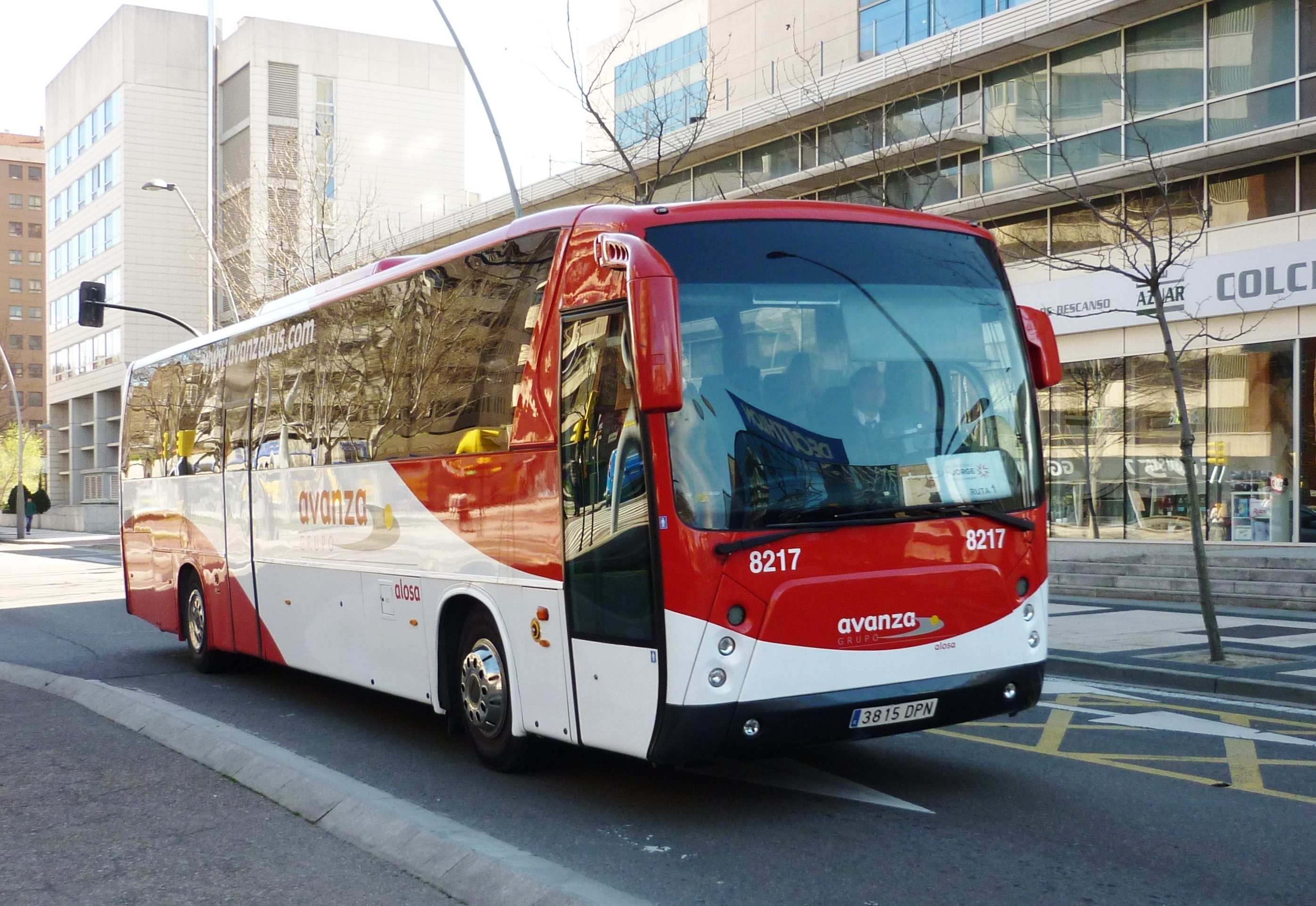
Avanza (España)
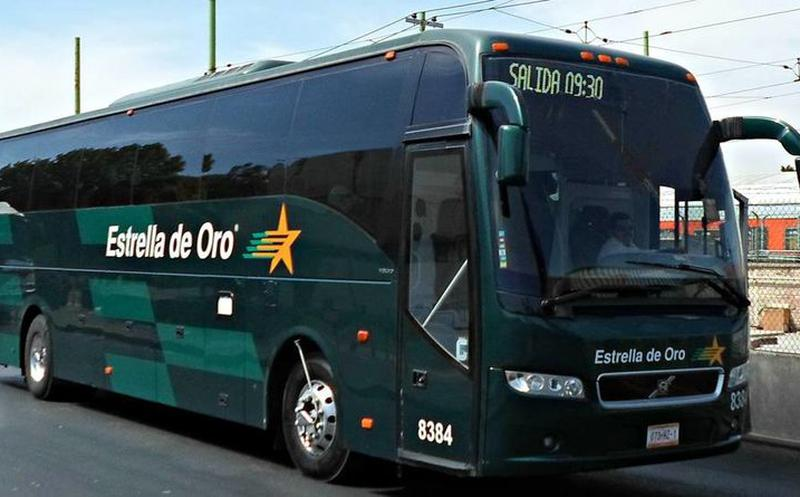
Línea Estrella de Oro (México)
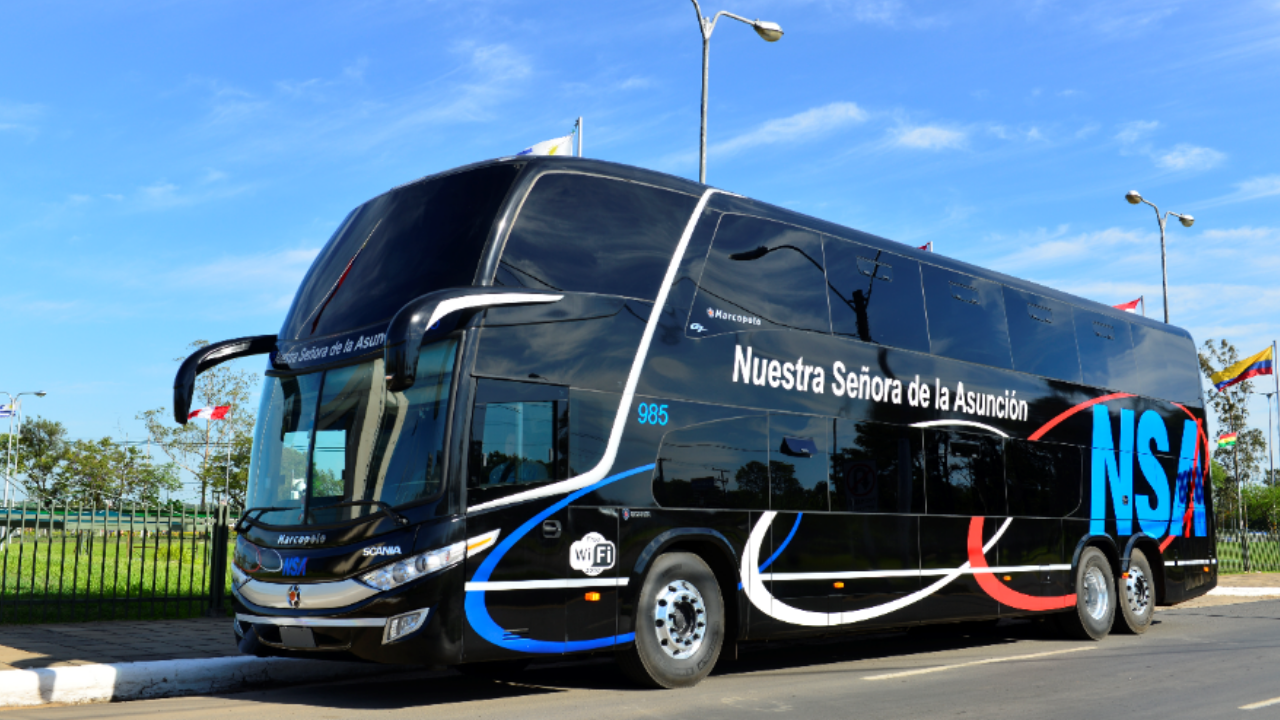
NSA ADO (Paraguay)

- Movilidad Integral de Vanguardia S.A. (México)
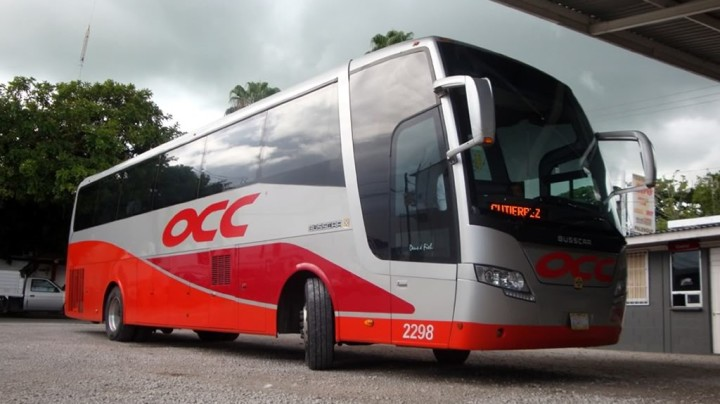
Cristóbal Colón (Costa Rica, Panamá, Nicaragua, El Salvador, Honduras, Guatemala y México)
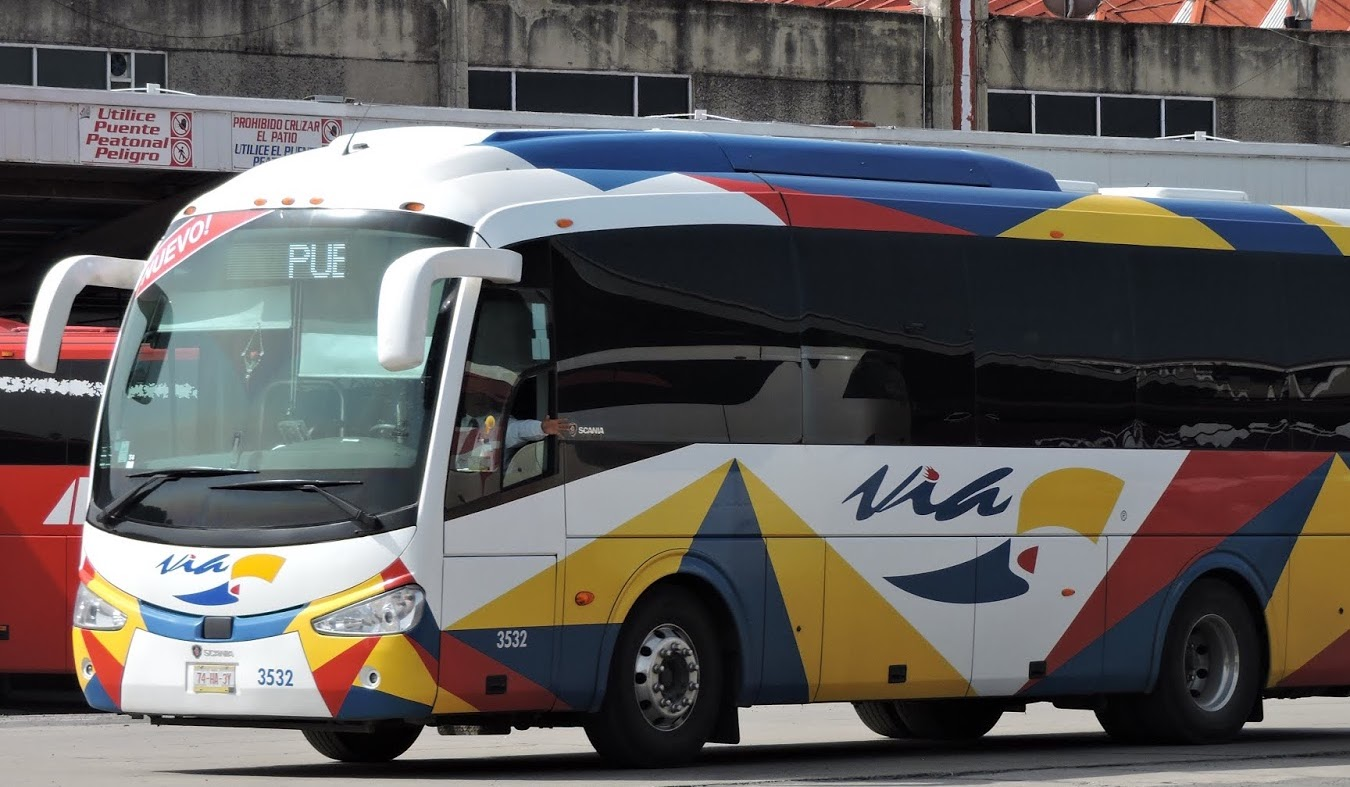
Autobuses Via
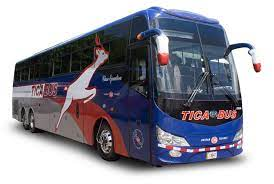
Tica Bus (Costa Rica, Panamá, Nicaragua, El Salvador, Honduras, Guatemala y México)
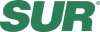
Servicios Unidos de la Región (SUR) (México)
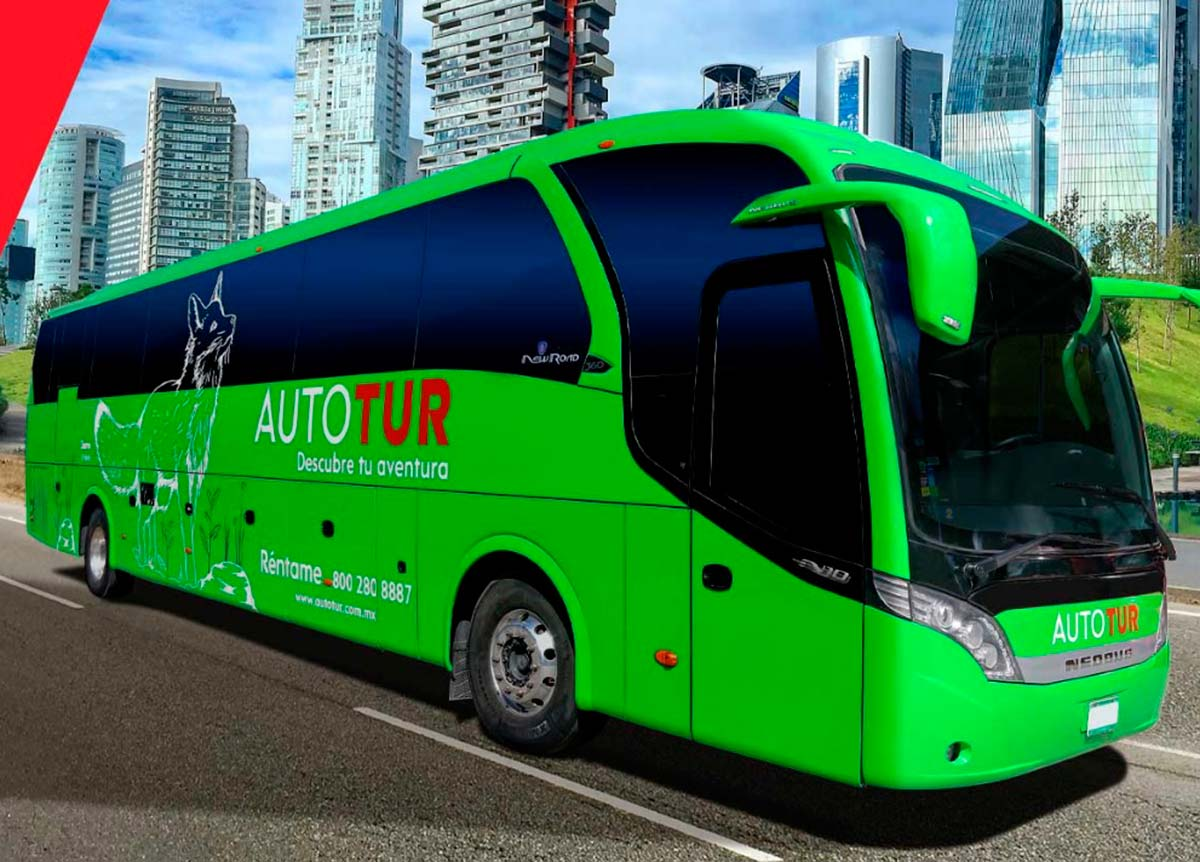
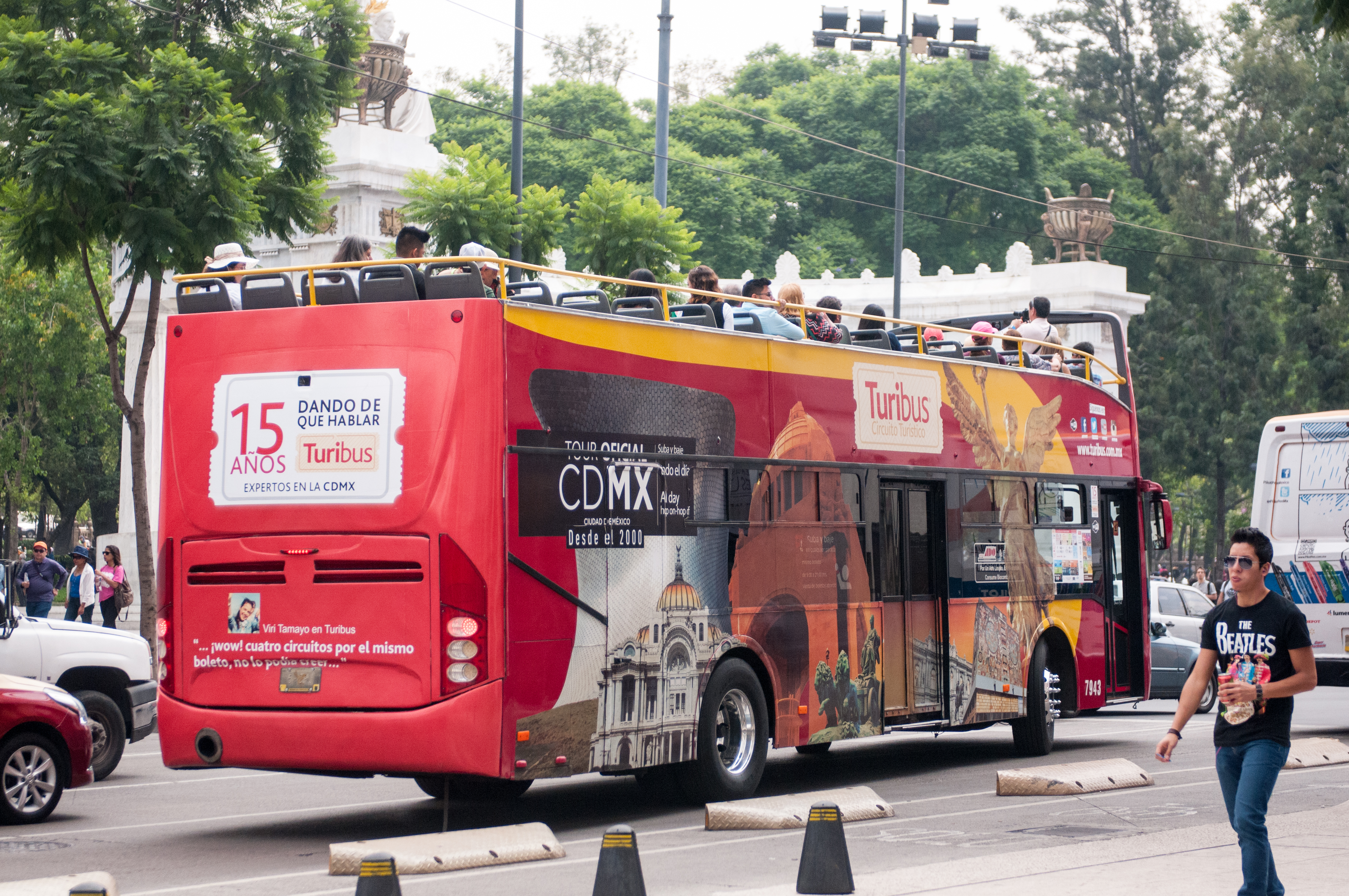
Turibus
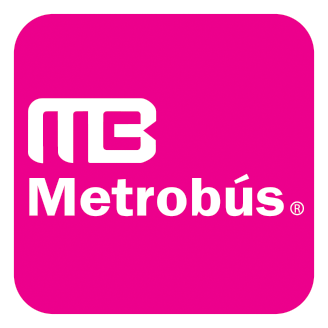
Metrobus
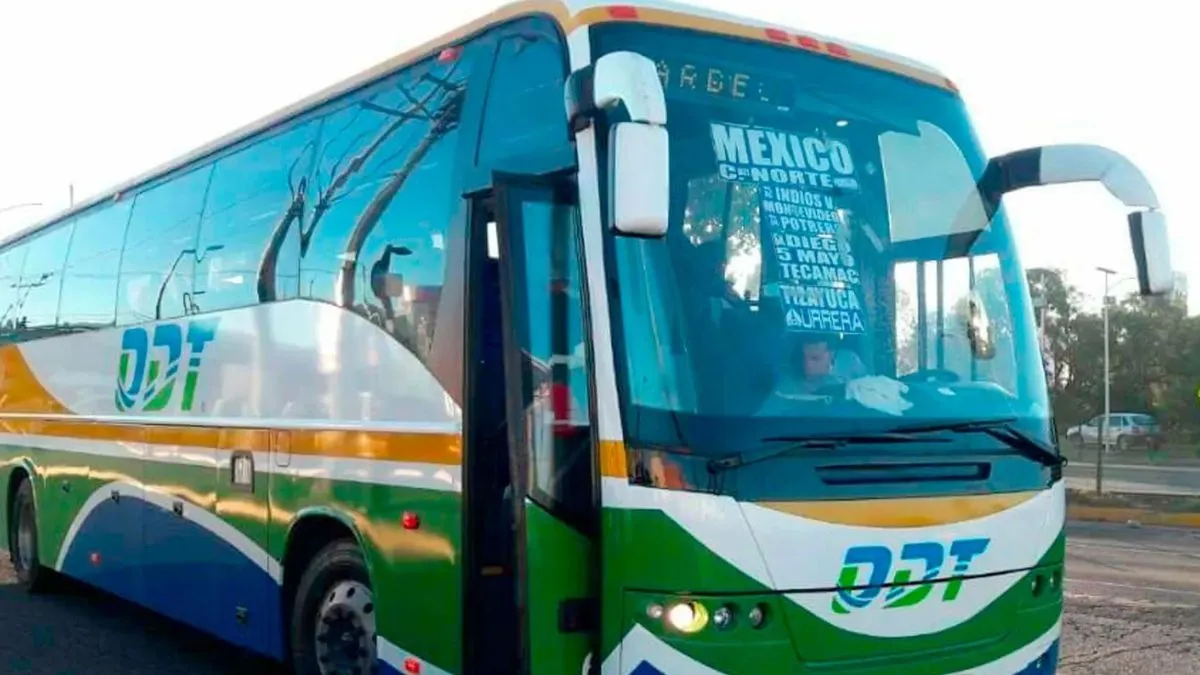
OD

- Autotur (México)
- Turibus (México)
- Ómnibus de Tizayuca (ODT) (México)
- SIT Aguascalientes (YoVoy) (México)

## Inseguridad
A partir de 2011 se incrementaron los reportes sobre desapariciones forzadas, secuestros, asaltos y violaciones a pasajeras y pasajeros en los trayectos de empresas de transporte público, entre ellas ADO. Dichos delitos a bordo de unidades de la línea se han reportado en los estados de Campeche, Guanajuato, Jalisco, México, Michoacán, Oaxaca, Puebla, Tamaulipas, Veracruz y Yucatán.

## Controversias
En 2022, la Comisión Federal de Competencia Económica de México (COFECE) multó a ADO, así como a Estrella Blanca, Estrella Roja y Pullman de Morelos por manipular precios y segmentos de rutas en el servicio de autotransporte de pasajeros.

## ADO en la cultura popular
Existe una canción, «ADO», compuesta por el cantautor Álex Lora e interpretada por la banda de rock mexicano El Tri, cuyas dos primeras líneas dicen: «Estoy esperando mi camión/ en la terminal del ADO».

### Pintura y colores institucionales
Desde sus inicios la empresa ha mantenido dentro de sus colores empresariales al blanco y el rojo o variantes de tonalidades de éstos, hacia grises o guindas, siendo esta tendencia impresa en los autobuses más actuales